# أرمان (ممثل)

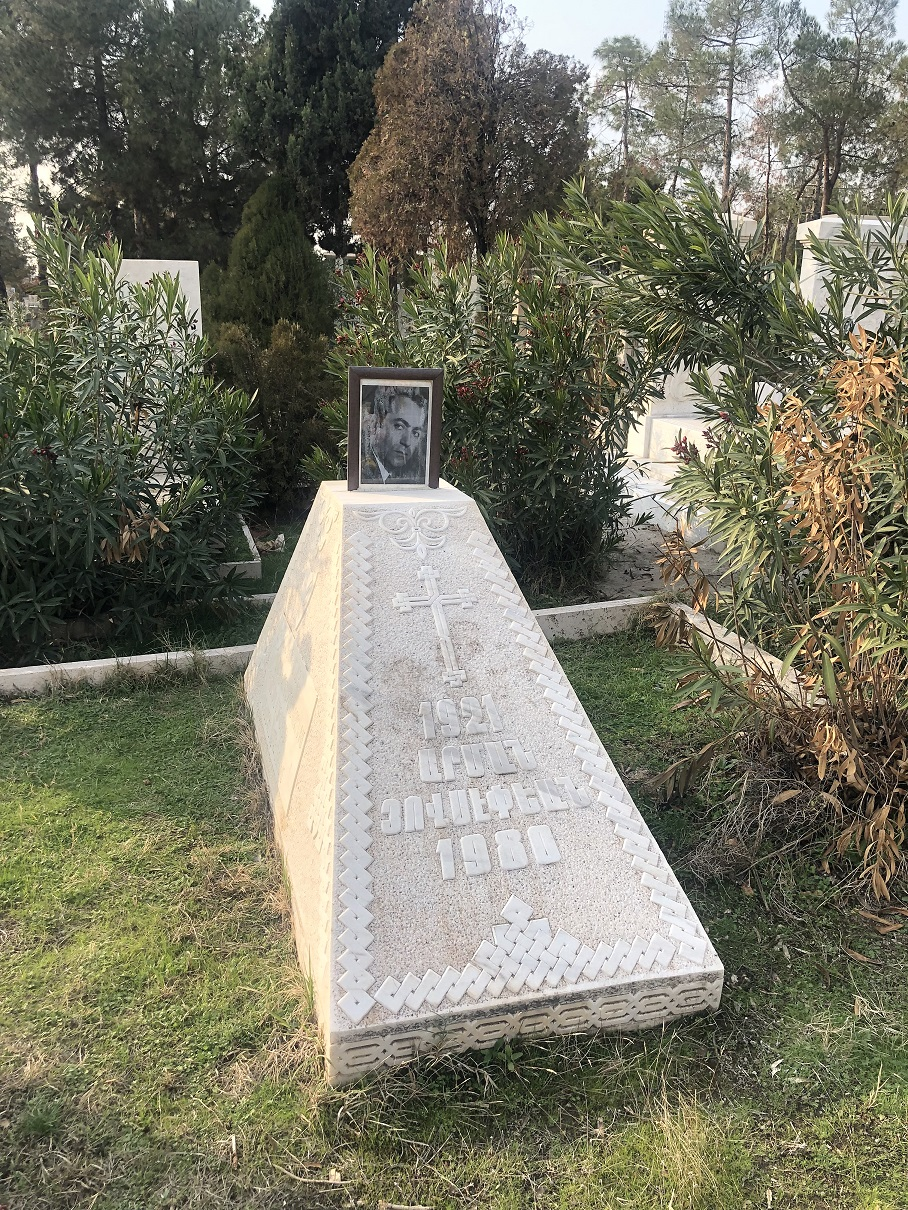

أراميس فارتانی هوفسيفيان (بالفارسية: آرمائیس وارطانی هوسپیان); (بالفارسية: Արամայիս Վարդանի Հովսեփյան) المعروفة باسم أرمان هو كاتب ومخرج وممثل إيراني، ولد في 21 فبراير 1921 في تبريز في إيران، وتوفي في 18 أغسطس 1980 في برشلونة في إسبانيا.

## وصلات خارجية
- أرمان على موقع IMDb (الإنجليزية)
- أرمان على موقع قاعدة بيانات الفيلم (الإنجليزية)